# José González (zanger)

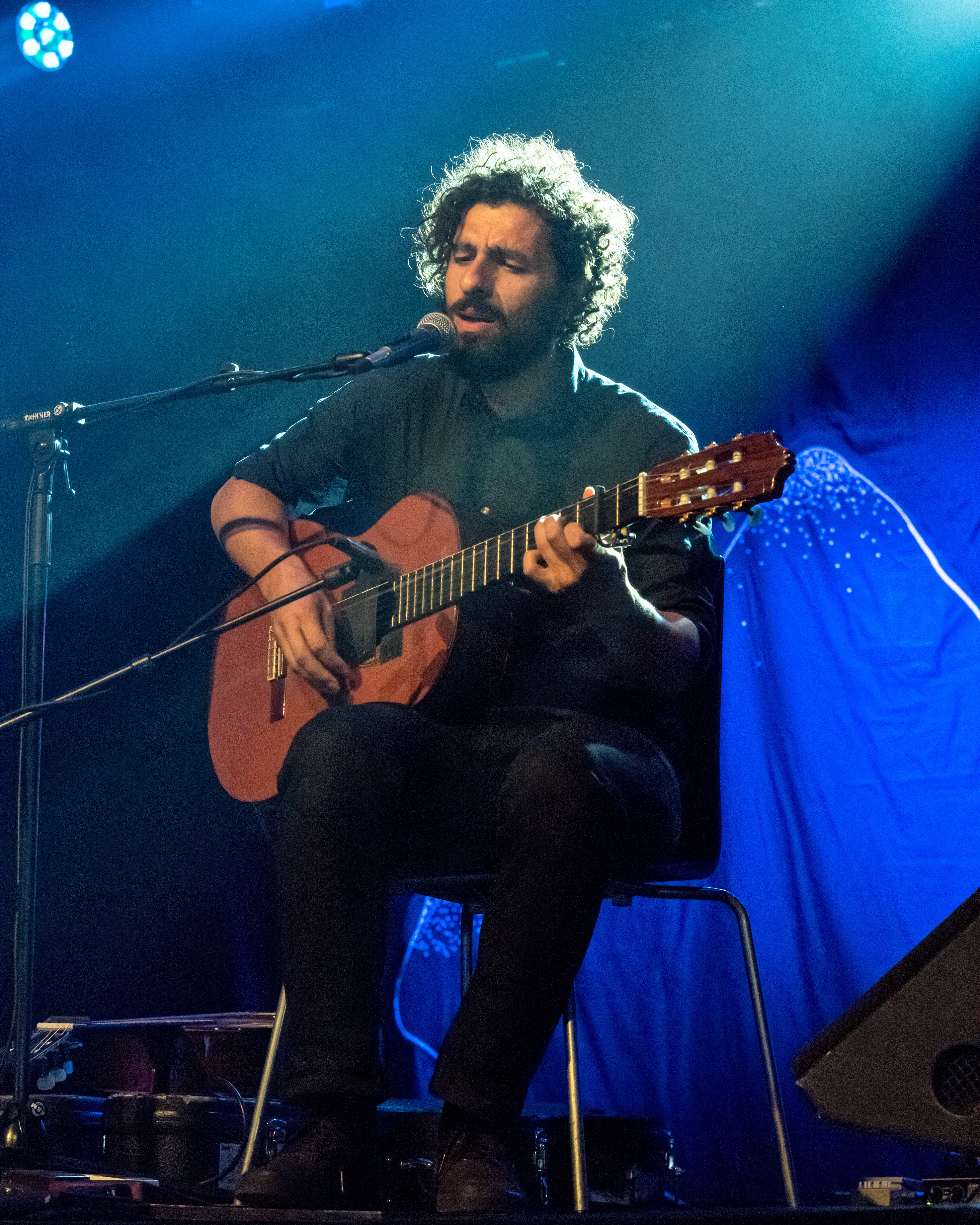
José González Zelt-Musik-Festival 2017 Freiburg, Duitsland

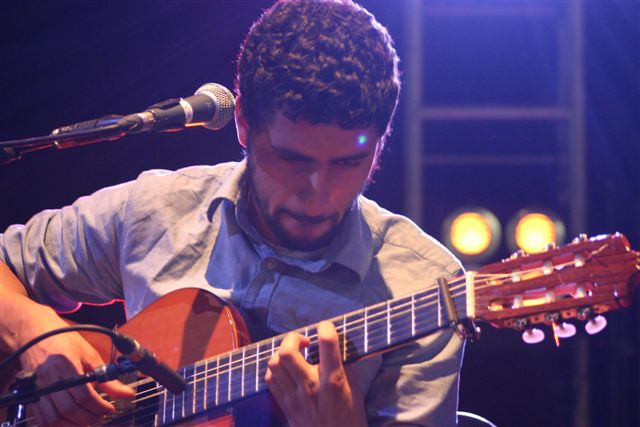
José González op gitaar in 2006

José Gabriel González (Göteborg, 1978) is een Zweedse singer-songwriter.

## Biografie
González is geboren in Zweden en heeft Argentijnse ouders. In 2004 kwam zijn debuutalbum Veneer uit in Europa. Zijn muziek wordt vooral gekenmerkt door rustige folk melodieën, begeleid op akoestische gitaar.
Behalve eigen werk, heeft González ook akoestische covers gemaakt van hits als Heartbeats van de Zweedse groep The Knife, Love Will Tear Us Apart van Joy Division, Born in the U.S.A. en The Ghost of Tom Joad van Bruce Springsteen, Hand on Your Heart van Kylie Minogue, Smalltown Boy van Bronski Beat en Teardrop van Massive Attack.
In 2007 won José González een European Border Breakers Award. De European Border Breakers Awards zijn prijzen die jaarlijks worden uitgereikt aan tien jonge veelbelovende Europese artiesten die het jaar ervoor succesvol buiten de eigen landsgrenzen debuteerden.
José González kreeg eind 2005 bekendheid bij het grote publiek, toen zijn versie van The Knife's Heartbeats werd gebruikt in een reclamespot van Sony, waarin 250.000 gekleurde stuiterballen zich een weg naar beneden banen door de straten van San Francisco. Hetzelfde nummer werd in de aflevering The Salt in the Wounds (vierde seizoen, aflevering 17) van de televisieserie Bones gebruikt. Ook werd zijn versie van "Teardrop" gebruikt in episode 16 van het vierde seizoen van de Amerikaanse drama-serie House MD. Voor de game Red Dead Redemption heeft González het nummer "Far Away" opgenomen. Dit lied won The Best Game Song 2010.
Daarnaast vormt González samen met Elias Araya en Tobias Winterkorn de band Junip. Eind 2005 bracht de band de ep Black Refuge uit. Vijf jaar later, in het voorjaar van 2010 verscheen de ep Rope and Summit, als opwarmertje voor het uitbrengen van het volwaardige album Fields op 14 september 2010.

## Discografie

### Solo

#### Albums
- Veneer (2003)
- In Our Nature (2007)
- Vestiges & Claws (2015)
- Local Valley (2021)

#### Ep's
- Crosses (2003)
- Remain EP (2003)
- Stay in the Shade EP (2005)
- Australian Tour EP (2005)

#### Singles
- Heartbeats (2006)
- Crosses (2006)
- Hand on Your Heart (2006)
- Down the Line (2007)
- Killing for Love (2007)
- Teardrop (2007)
- Cycling Trivialities (2009)
- Step Out (2014)
- Stay Alive (2014)
- Every Age (2014)
- Leaf Off/The Cave (2015)
- El Invento (2021)
- Visions (2021)

### MetJunip
- Black Refuge (2005)
- Fields (2010)
- Junip (2013)